# Il figlio dell'Impero
Il figlio dell'Impero è un romanzo storico e biografico di Francesca Sanvitale pubblicato nel 1993. Narra la vicenda di Napoleone II, l'unico figlio legittimo di Napoleone Bonaparte e noto anche come Re di Roma.
Il libro vinse il Premio letterario Basilicata nel 1994 e, pochi mesi prima, si era classificato secondo al Premio Strega.

## Contenuto
Il libro si articola in quattro parti:
- La prima parte narra il viaggio che il bimbo di tre anni appena compiuti compì nella Francia occupata da truppe di molte nazioni, per giungere, non dal padre, come pensava, ma dal nonno materno, come volle la madre. Eppure la famiglia imperiale era relativamente vicina a Fontainebleau, dove Napoleone si trovava e risulta poco comprensibile che l'Imperatrice Maria Luisa si sia fidata più del padre, politicamente nemico del marito. Il bambino invoca in continuazione il padre, ma è talmente piccolo che si affeziona subito anche al nonno, non essendo in grado di capire i disegni nascosti dietro la sua vicenda.
- La seconda parte si svolge nella corte degli Asburgo-Lorena a Vienna e nelle varie residenze di campagna o di montagna. Passano gli anni e il bimbo diviene un giovane uomo. Si narrano il distacco dalle persone con lui venute dalla Francia e la prossimità con nuovi precettori. Anche il contesto familiare cambia, ma in modo più traumatico: chiamato con il suo secondo nome (François, poi Franz), destinato a mai più rivedere il padre e ad incontrare la madre dopo assenze di due o tre anni, è per forza di cose soggetto a squilibri nel controllo corporeo e nell'apprendimento, che lo espongono al biasimo e ad atteggiamenti punitivi, soprattutto da parte della madre lontana. La bellezza e la grazia di cui è dotato dalla natura portano al piccolo sradicato non poche soddisfazioni e l'amore spontaneo di molte persone a Corte, ma anche tra il popolo. Appresa nel 1821 la morte dell'amatissimo padre, il decenne principe ha un ultimo grave cedimento, poi seguirà una lotta per raggiungere la dissimulazione che, sola gli offre un riparo dalle molte ferite.
- Nella terza parte la cancellazione della prima identità del ragazzo sembra avvenuta, ma, dato il continuo riproporsi in varie parti d'Europa di moti rivoluzionari, anche il giovanissimo recluso non può sottrarsi ai molti sogni che percorrono le nazioni. In Francia avviene la cacciata di Carlo X e il partito bonapartista vorrebbe come re il figlio dell'Imperatore così rimpianto. Eppure questo sogno svanisce con l'avvento di Luigi Filippo d'Orléans. Anche una ventata di illusione che il giovane Franz possa adire al trono di Polonia si rivela priva di basi. La verità è che, alla Corte degli Asburgo il bellissimo ragazzo è stato progressivamente privato di ogni possibile diritto e gode di un minuscolo ducato in Boemia, destinato a tornare alla corona. A ciò si aggiunge la gravissima delusione che gli deriva in questi anni dalla madre, unitasi a un illustre personaggio, ancora vivente Napoleone, e avendone avuti due figli. Persino l'arrivo di una cugina, Napoleona Baciocchi, figura senza seguito, contribuisce a sprofondare il giovane in un baratro sempre più profondo.
- La quarta parte si incentra sul rapporto con l'arciduchessa Sofia di Baviera, moglie dello zio Francesco Carlo. L'affinità tra i due era riconosciuta dall'intera corte e pare che si sia chiacchierato sia sulla nascita del primo figlio di Sofia[4] sia (accantonando le dicerie precedenti) sulla paternità del secondo bambino, Massimiliano. Ma la vita di Franz, che aveva dato tutto se stesso per divenire ufficiale, fu presto nel massimo pericolo, essendo il ragazzo tisico e pronto a sottoporsi a fatiche incompatibili con le sue forze. Gli ultimi suoi mesi, tra febbri, deliri e sbocchi di sangue, giunsero alla fine con l'arrivo della madre. Dopo sofferenze intollerabili, la giovane vita si spense il 22 luglio 1832.

## Edizioni
- Francesca Sanvitale, Il figlio dell'impero, Einaudi, Torino 1993 ISBN 88-06-13224-5
- (PT)  Francesca Sanvitale, O Filho do Imperio, tradução do italiano Virgilio Tenreiro Viseu, Cavalo de Ferro, Lisboa 2006